# Letecká záchranná služba

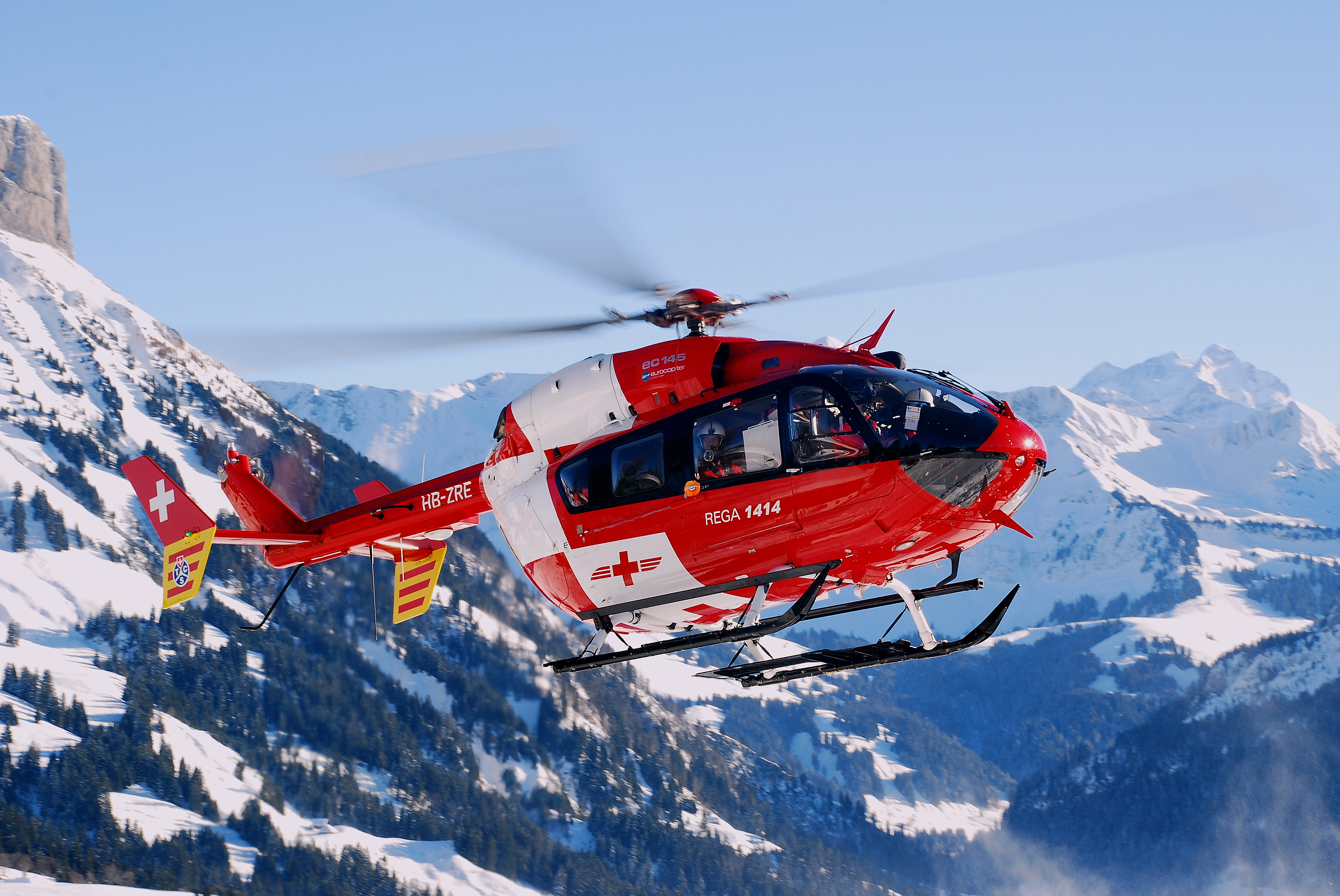
Švýcarská Rega (EC 145)

Letecká záchranná služba (LZS) je součástí záchranných služeb i celého integrovaného záchranného systému. Je využívána v zásadě ve třech typech situací:
1. primární lety – zásahy v obtížně přístupném místě (nepřístupný terén, velká vzdálenost od stanoviště ZZS, neprůjezdná komunikace apod.)
2. sekundární lety – potřeba transportovat pacienta do vzdáleného specializovaného centra (např. u závažných úrazů do traumacentra), kdy pacienta primárně ošetří pozemní posádka a vrtulník přebírá pacienta k transportu do vzdálenější nemocnice
3. ambulanční lety – v situacích, kdy dominuje potřeba šetrného transportu (tato indikace je však považována za relativní a neexistují data, která by potvrzovala prospěch této indikace).

Zvláštními případy využití jsou např. rekognoskační lety (při nejasném místě nebo velkém rozsahu události), transport specialistů apod. Česká lékařská společnost Jana Evangelisty Purkyně přijala k využívání LZS v terénu doporučený postup.
Nejčastěji jsou k záchranným akcím užívány vrtulníky, ale v některých zemích se můžeme setkat také se speciálními letadly.
Terminologická poznámka: termín "letecká záchranná služba", jakkoliv je běžně používaný, není v současnosti v ČR definovaný v žádném legislativním předpisu a de iure tedy neexistuje. Letecké předpisy (JAR-OPS 3) používají termín "Vrtulníková letecká záchranná služba" (VLZS), zatímco Zákon 374/2011 Sb. O zdravotnické záchranné službě používá termín Letecká výjezdová skupina (LVS).

## Činnosti LZS

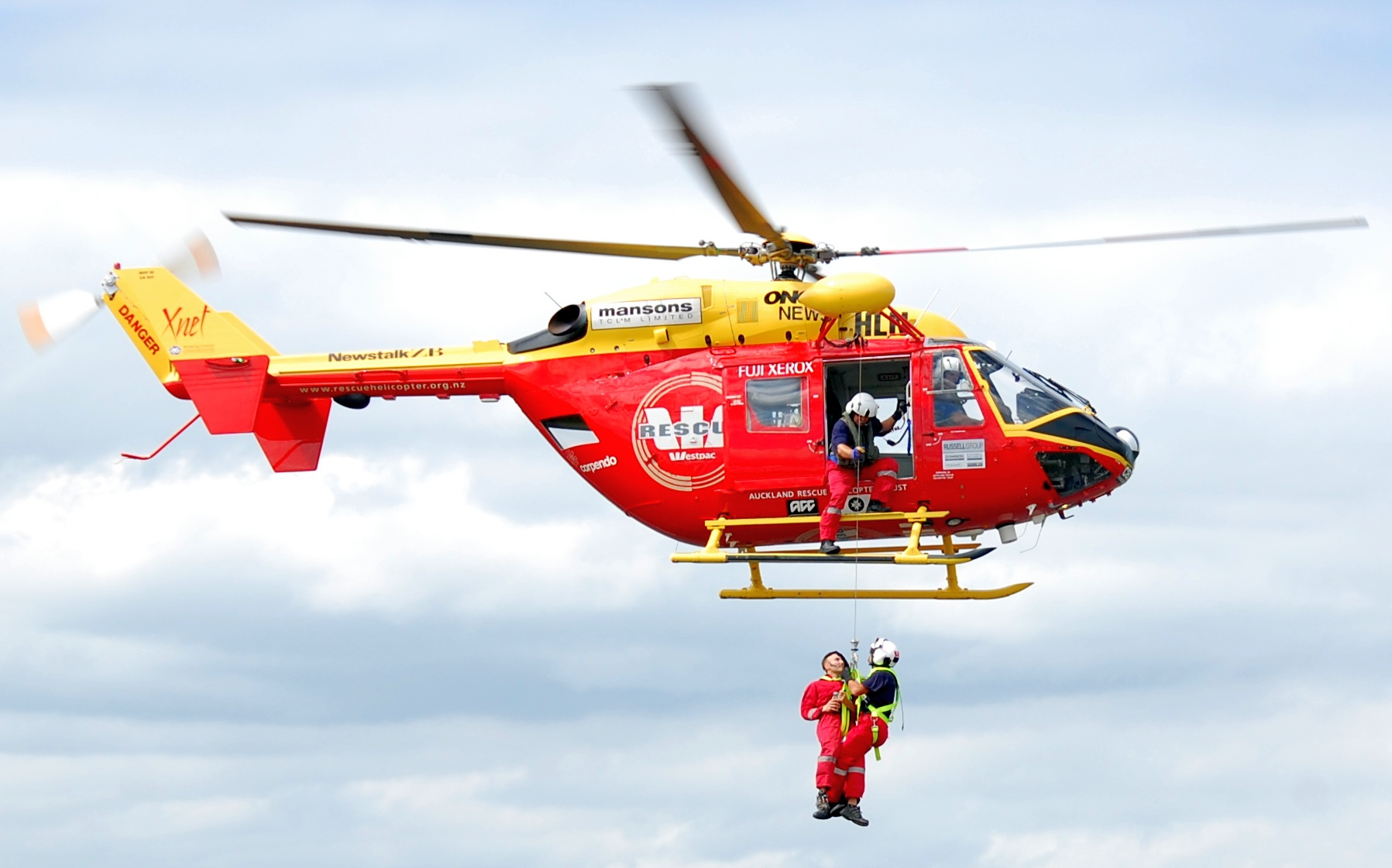
Záchranářský vrtulník na Novém Zélandu

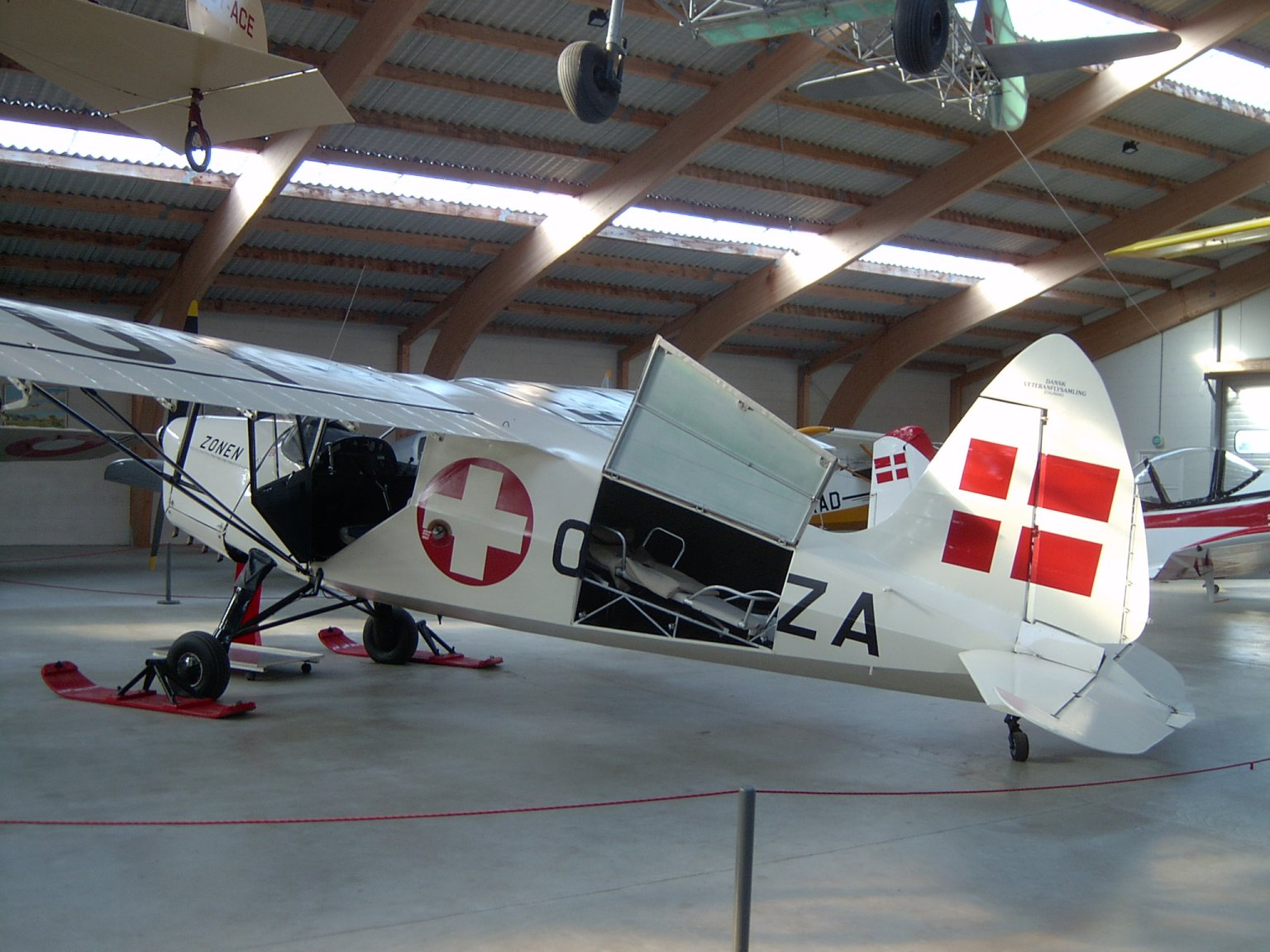
Letadlo dánského Červeného kříže

Činnost LZS zahrnuje primární a sekundární lety.
V terminologii evropských leteckých předpisů JAR, konkrétně JAR-OPS 3, jsou primární lety označované jako "lety HEMS" (helicopter emergency medical service), sekundární jako "ambulanční lety".
Pro lety HEMS platí speciální podmínky, za kterých lze let provést (úlevy z hlediska např. meteorologických podmínek nebo prostoru pro přistání, vyvážené speciálními požadavky na výcvik posádek). Pro ambulanční lety platí z hlediska bezpečnosti stejná pravidla, jako pro běžnou obchodní leteckou přepravu.

### Primární lety
- Záchranné akce – efektivní doplnění pozemních posádek záchranných služeb v obtížně přístupném terénu nebo v oblastech s možnou časovou prodlevou od přijetí tísňové výzvy.
- Vyhledávací akce – souvisí se službami záchranných akcí. Velký význam má v přímořských státech, kde je služba spojena se záchranou osob z moře, případně v horách.
- Záchrana při živelních pohromách.
- Sanitní služba – transporty orgánů k transplantacím, převoz pacientů v kritickém stavu (často popáleniny).

### Sekundární lety
- Plánované lety LZS – přeprava pacientů do jiných zdravotnických zařízení; nejedná se o reakci na tísňovou výzvu.

### Ostatní činnosti
- Vojenská záchranná služba během válečných konfliktů.

## Historie

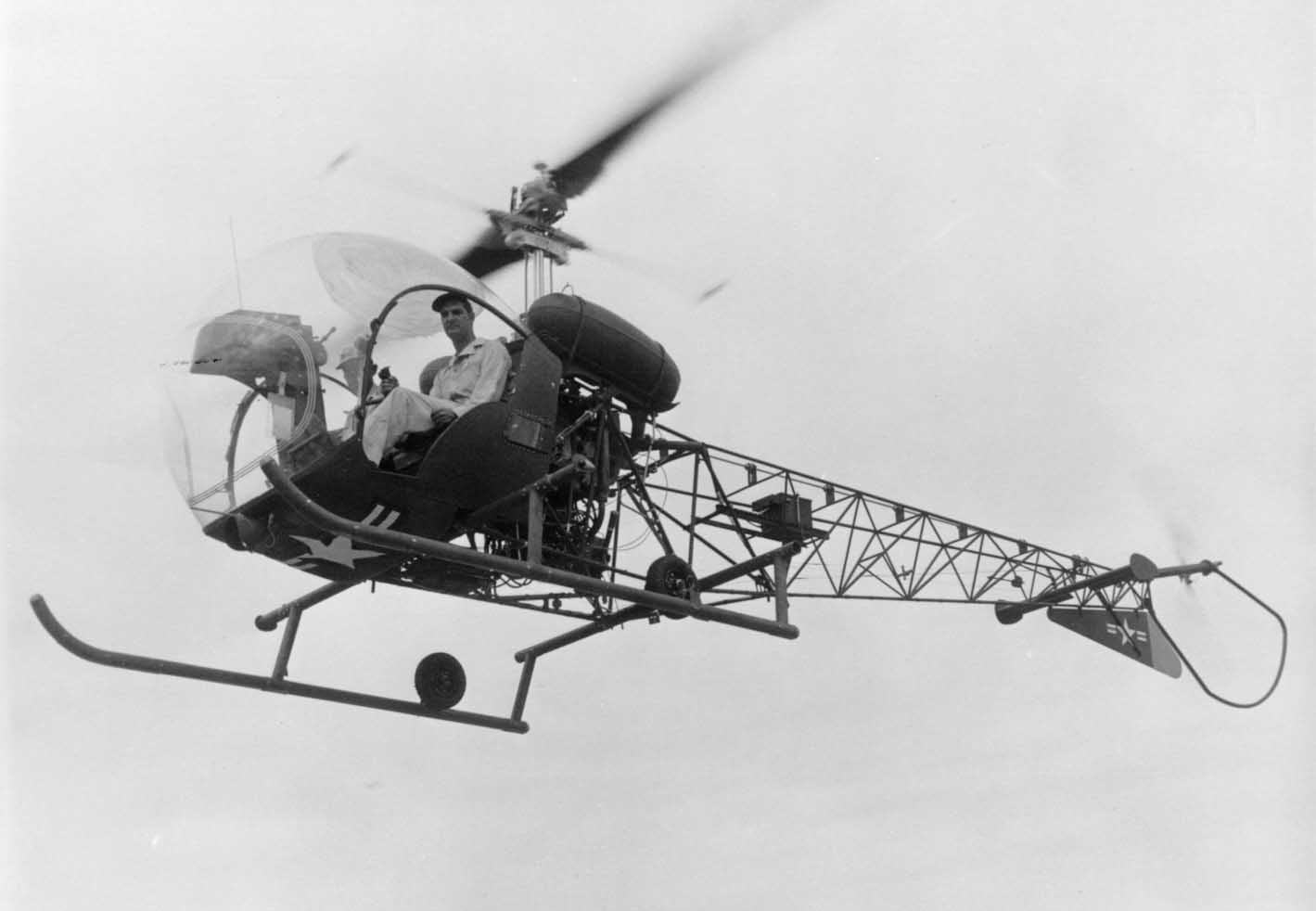
OH-13 Sioux

### Ve světě a v Evropě
První doložená civilní letecká záchranná akce proběhla 14. března 1945 v USA, když vzlétnul vrtulník ke dvěma rybářům, kteří zůstali v ledu na hladině Erijského jezera. Již dříve byly ale prováděny v některých zemích ojedinělé záchranné akce pomocí vrtulníků. Známými se stala také úspěšná nasazení a využití vrtulníků v korejském konfliktu, kde se zranění převáželi na otevřených nosítkách po stranách trupu vrtulníků OH-13 Sioux (viz film a seriál M*A*S*H). V Evropě se touto problematikou začala jako první zabývat Anglie, nicméně zakladatelem a duchovním otcem LZS v Evropě je Švýcarsko, které jako první vysazovalo posádky s lékařem v horských oblastech. Napomohl tomu především prudký rozvoj turismu.

### V Československu
První leteckou záchrannou akcí provedenou na území Československa byla přeprava pacienta z Terezína do Ústřední vojenské nemocnice v roce 1956. Tehdy ale LZS jako taková neexistovala, většinu akcí prováděla armáda a zásahy byly spíše ojedinělé. Další využití se datuje do roku 1965, kdy zasahovaly vrtulníky při povodních. V této době se také začala rozvíjet záchrana pacientů ve Vysokých Tatrách. Důležitým se pro historii LZS v Československu stal rok 1985, kdy se konal druhý mezinárodní kongres záchranných služeb AIRMED 85. Tehdy byl poprvé zamýšlen plán zřídit LZS celoplošně. První návrh tohoto uspořádání byl vypracován v roce 1987 a počítal s 12 středisky LZS po celém území Československa. Podle tohoto modelu byla 1. dubna 1987 zřízena první základna LZS v Praze.
Prvním provozovatelem byla Letecká služba federálního ministerstva vnitra a později Slov-air. Používal se vrtulník Mi-2 a jeho volacím znakem se stal Kryštof 1. Do roku 1992 vzniklo celkem 18 základen na celém území, původní plán 12 základen byl tedy překonán.

## Současnost LZS

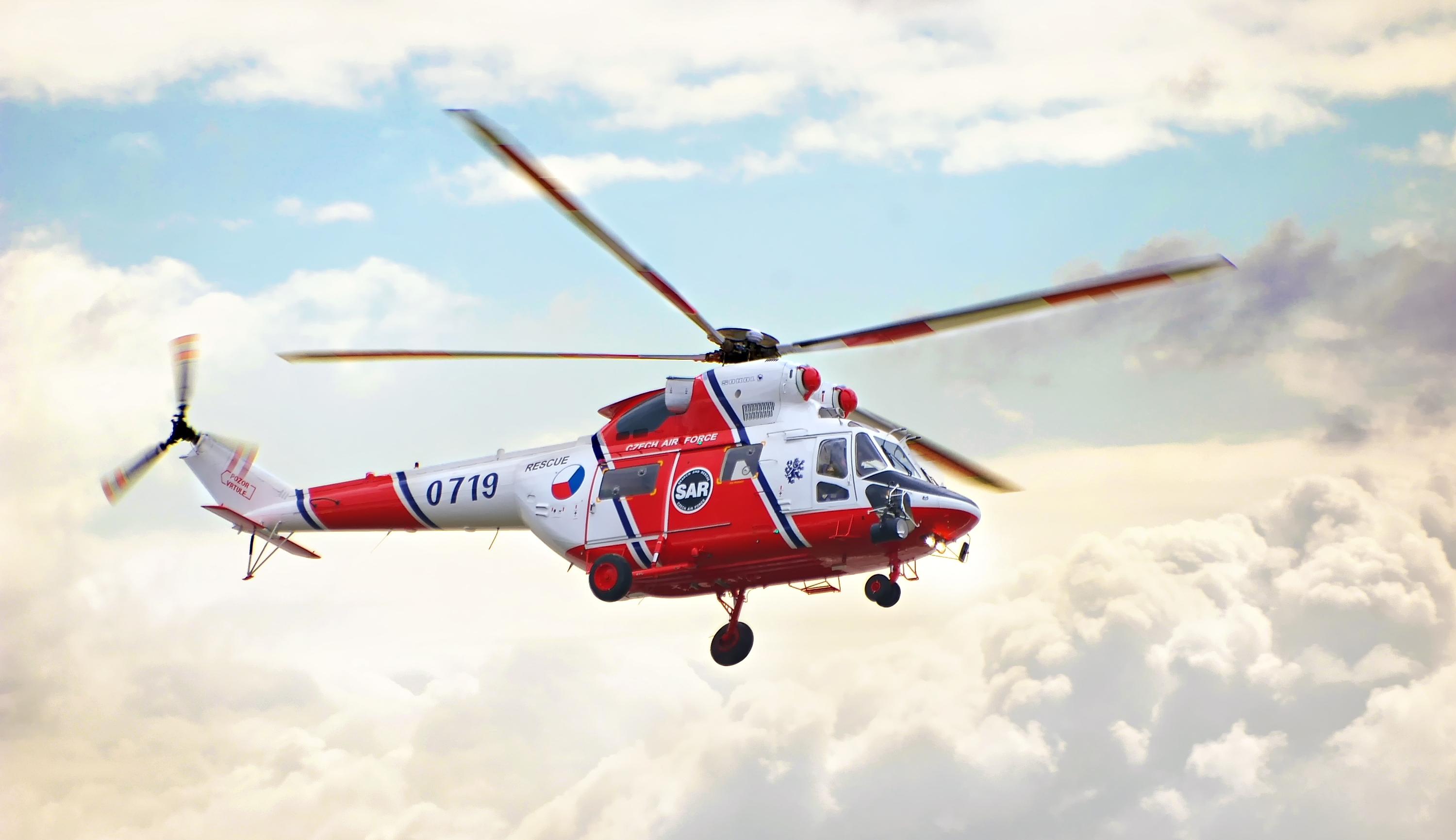
Armádní vrtulník W-3A Sokol, Kryštof 07

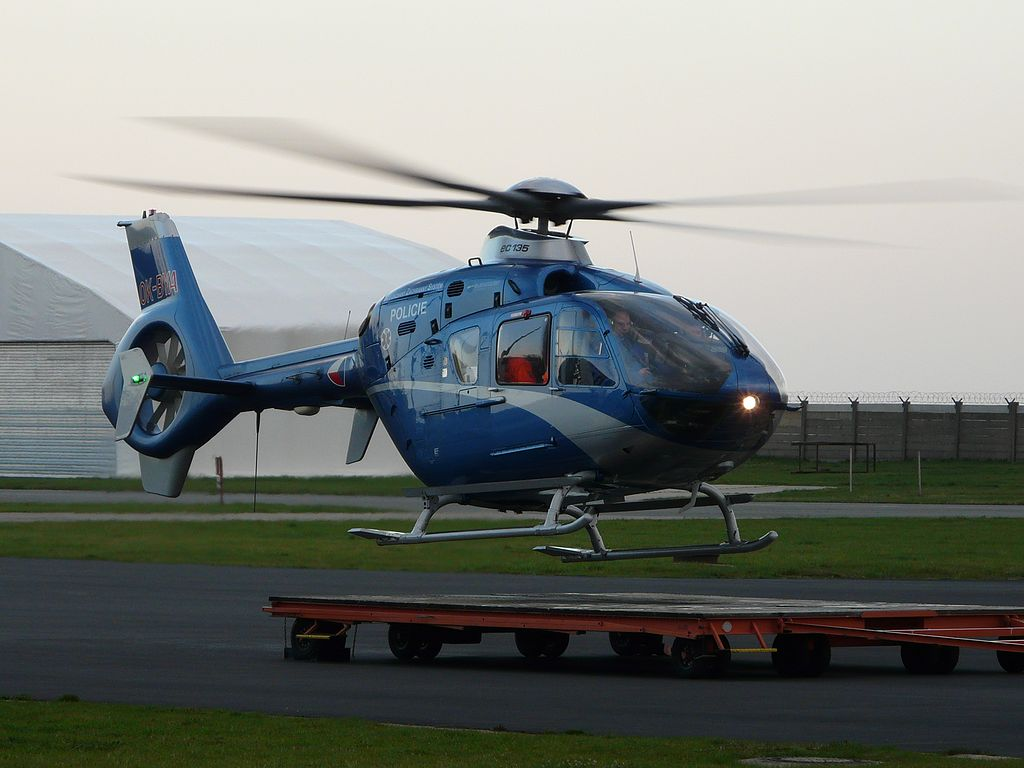
Kryštof 01 v barvách Policie ČR zajišťuje LZS pro hlavní město Prahu a středočeský kraj

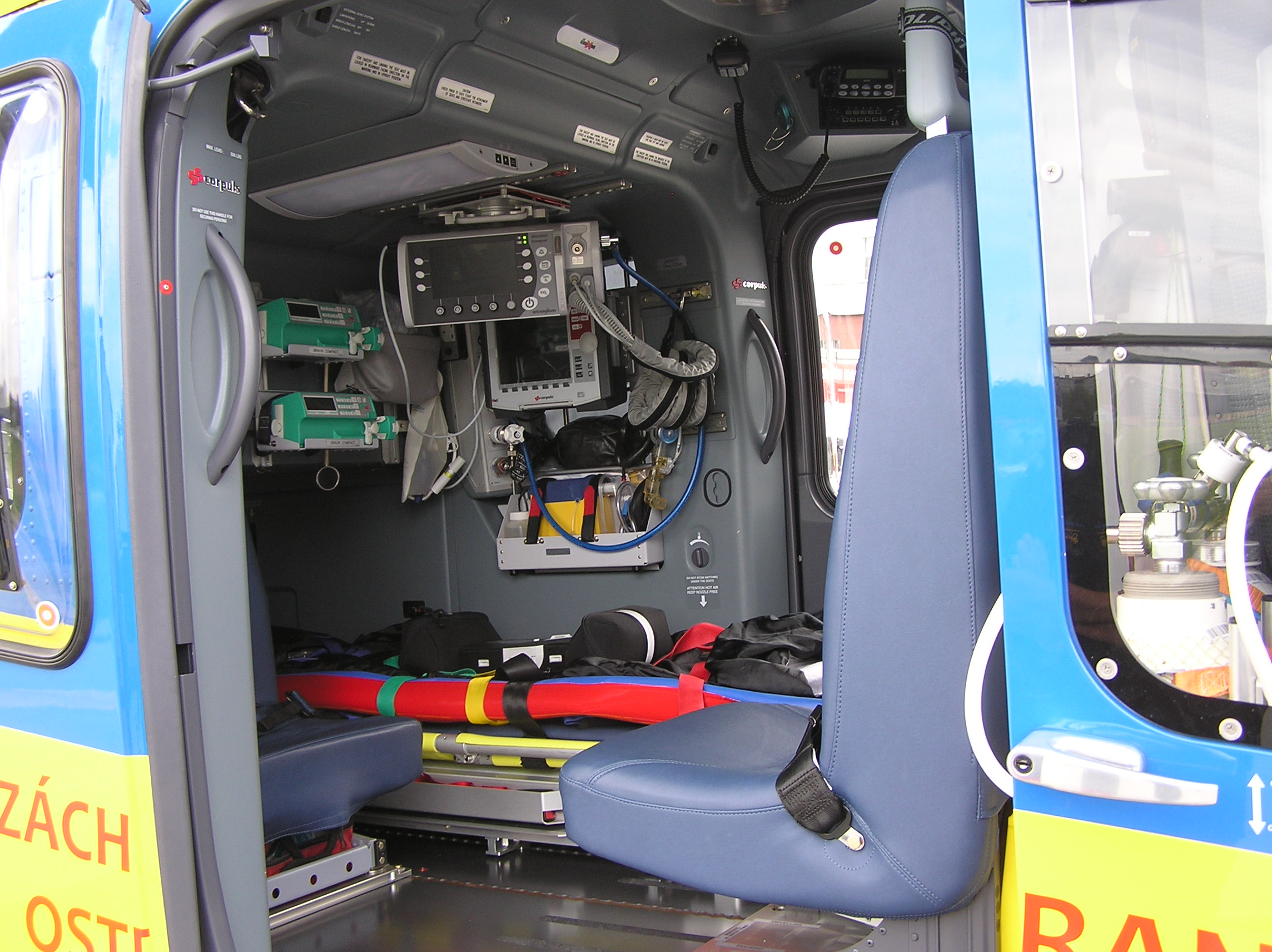
Vrtulník Kryštof 05 v Ostravě má nejlepší zdravotnickou zástavbu v rámci vrtulníků LZS v Česku

### Česká republika
Česká republika je v současnosti pokryta sítí 10 provozních leteckých základen LZS. Do roku 1995 existovalo v Česku 11 provozních základen LZS. Základna Kryštof 17 fungovala v Havlíčkově Brodě. Provozovatelem byla Armáda ČR. Důvodem zrušení byly především finanční problémy, reorganizace složek armády a poloha základny v blízkosti stanice LZS v Jihlavě.
Provoz samotných vrtulníků zajišťuje v současnosti pět různých provozovatelů – dva státní (Armáda České republiky a Letecká služba Policie ČR) a tři nestátní (Air – Transport Europe, Helikopter Air Transport a DSA). Leteckou záchrannou službu na stanici Kryštof 09 v Olomouci, zajišťuje soukromá společnost Air – Transport Europe, na stanicích Kryštof 05 v Ostravě a Kryštof 12 v Jihlavě soukromá společnost Helikopter Air Transport a na stanicích Kryštof 18 v Liberci, Kryštof 15 v Ústí nad Labem, Kryštof 06 v Hradci Králové pak soukromá společnost DSA. Na stanicích Kryštof 01 v Praze a Kryštof 04 v Brně slouží vrtulníky Letecké služby Policie ČR, zatímco leteckou záchrannou službu na stanicích Kryštof 07 v Plzni a Kryštof 13 v Bechyni zajišťuje Armáda České republiky.
Zdravotnickou část letové posádky ovšem zajišťují záchranné služby jednotlivých krajů. Výjimku tvoří Plzeňský kraj, kde je i zdravotnická část posádky součástí Armády ČR a nikoliv Zdravotnické záchranné služby Plzeňského kraje. Tísňové výzvy jsou však přijímány krajským operačním střediskem ZZS PLK. Základna v Plzeňském kraji byla původně umístěna na letišti v Plané u Mariánských Lázní. Kraje Středočeský, Karlovarský, Pardubický a Zlínský LZS neprovozují, ale je zde zajištěna z okolních regionů. Nehrozí tedy, že by byla dostupnost LZS omezena jen na některé části republiky. Například vrtulník ze základny Kryštof 01 v Praze zasahuje ve Středočeském kraji ve více než 90% případů. Z tohoto důvodu byla v roce 2016 připravena dohoda o finančním vyrovnání mezi Prahou a SČK (roční náklady na provoz zdravotnické části posádky jsou cca 12 mil. korun). Obdobný požadavek vznesl v lednu 2010 Královéhradecký kraj, když požádal hejtmana Pardubického kraje o spolufinancování letecké záchranné služby. Provoz LZS stojí Královéhradecký kraj ročně 6 mil. korun.
Třetinu zásahů tvoří zásahy v Pardubickém kraji, který LZS neprovozuje. Proto žádá Královéhradecký kraj, aby se Pardubický kraj podílel na spolufinancování provozu LZS částkou 2 mil. korun. To ale Pardubický kraj odmítá s odůvodněním, že nebyly doloženy dostatečné podklady.
Mezi diskutovaná témata patří i zajištění letecké záchranné služby Armádou ČR a Leteckou službou Policie ČR. Podle některých názorů tito provozovatelé nesplňují předpisy, požadující, aby provozovatel LZS byl držitelem civilního oprávnění pro poskytování obchodní letecké přepravy. Zajímavostí LZS v Česku jsou vrtulníky Bell 427, jež jsou na základnách Kryštof 12 a Kryštof 13. Česká republika je jediná země na světě, kde je tento typ vrtulníku pro LZS nasazen. Mimo Česko existuje jeden ukázkový exemplář v Kanadě. Volacím znakem je v ČR Kryštof x, kde x je číslo. Značení Kryštofů na území ČR není chronologické. Po rozpadu Československa zůstalo zachováno původní značení vrtulníků na území ČR, značení na Slovensku zachováno nebylo a nyní je řazeno chronologicky.
Základny Kryštof 1 a Kryštof 7 zajišťují provoz v režimu 7/24 a díky vybavení brýlemi pro noční vidění jsou zdejší posádky schopny zasahovat v terénu i v noci. Stejný systém je k dispozici i v Brně, rutinní noční provoz zde ale nebyl zahájen. Příležitostně zajišťují noční lety také základny Kryštof 05 a Kryštof 09, který je ale omezen pouze na sekundární lety. LZS na ostatních základnách je k dispozici od východu do západu slunce. Byla zvažována i varianta, že se noční provoz změní. V současné době je v nočních hodinách nedostatečně pokryto území Moravy, kde není k dispozici systematicky funkční základna, zajišťující noční lety LZS.
Stávající smlouvy s provozovateli vrtulníků končí 31. prosince 2020. Od roku 2021 by měla být LZS provozována na základě nových kontraktů.
Síť letecké záchranné služby je doplňována službou SAR – pátrání a záchrana. Tu zajišťuje v Česku Letecká služba Policie ČR z letiště Praha-Ruzyně a letiště Brno-Tuřany a Armáda ČR z letiště Praha-Kbely a letiště Náměšť nad Oslavou. SAR byla armádou zajišťována dříve v Plzni a Přerově.

### Přehled stanic LZS a provozovatelů v ČR - aktualizace dat k 1. ledna 2024
Seznam rozložení jednotlivých územních středisek LZS a jejich akční rádius dle nových provozovatelů.

### Fungování od 1. ledna 2021
K 1. lednu 2021 je v Česku 10 stanovišť LZS. Z veřejné zakázky realizované v roce 2019, vzešli 4 noví provozovatelé LZS a to na 8 let. Dva státní (Plzeň-AČR, Praha-LS PČR) a soukromé společnosti DSA a.s. (České Budějovice, Ústí nad Labem, Liberec, Hradec Králové, Brno, Jihlava) a  ATE, s.r.o. (Ostrava, Olomouc.) Smlouvy s vítězi veřejné zakázky (ministerstvy) Ministerstva zdravotnictví byly podepsány v březnu 2020. 

### Slovensko
Slovensko je pokryto sítí 7 provozních základen LZS. Jediným provozovatelem je ATE (ATE – anglicky Air Transport Europe). Používá vrtulníky Agusta A109K2, Bell 429 a Eurocopter EC 135 jejichž volací znaky jsou ve formátu Krištof x.
| Volací znak | Kraj                 | Základna        | Provoz zahájen                         |
| Krištof 01  | Bratislavský kraj    | Bratislava      | 15. říjen 1990, ATE od 15. srpna 2001  |
| Krištof 02  | Banskobystrický kraj | Banská Bystrica | 1. leden 1989, ATE od 15. srpna 2001   |
| Krištof 03  | Prešovský kraj       | Poprad          | 8. prosinec 1987, ATE od 1. dubna 1995 |
| Krištof 04  | Košický kraj         | Košice          | 1. srpen 1990, ATE od 1. ledna 2006    |
| Krištof 05  | Nitranský kraj       | Nitra           | 1. únor 2006, ATE od 1. února 2006     |
| Krištof 06  | Žilinský kraj        | Žilina          | 1. červenec 1991                       |
| Krištof 07  | Trenčínský kraj      | Trenčín         | rok 1991                               |

## Značení

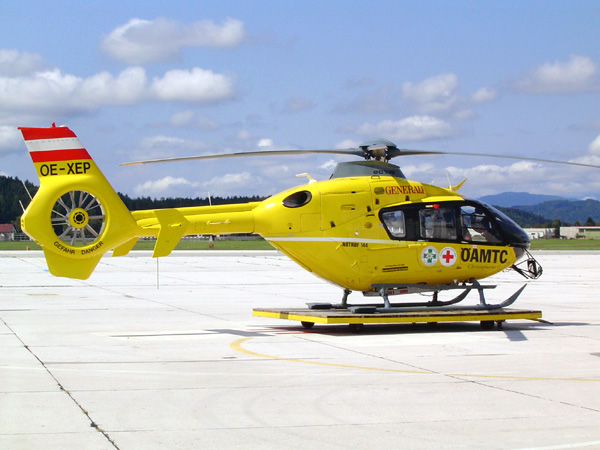
Christophorus 11 v rakouském Klagenfurtu (EC 135 T1)

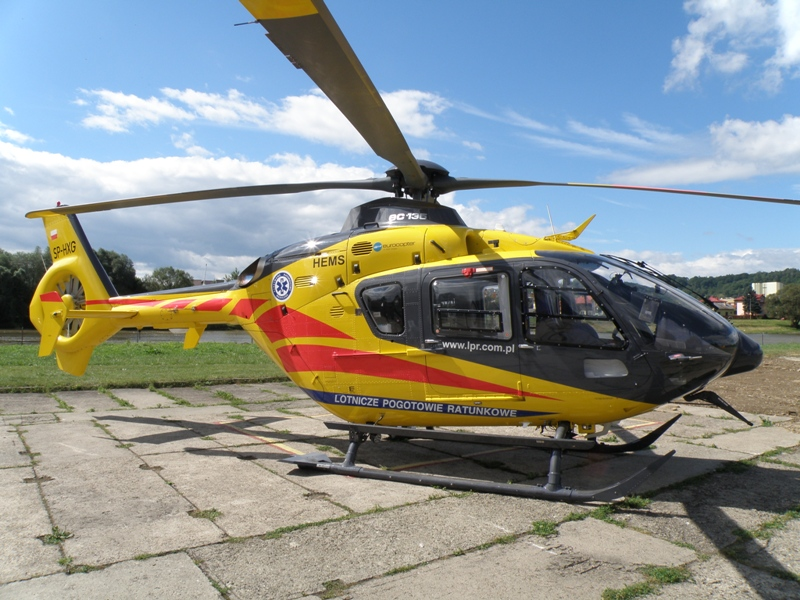
Eurocopter v systému LZS v Polsku

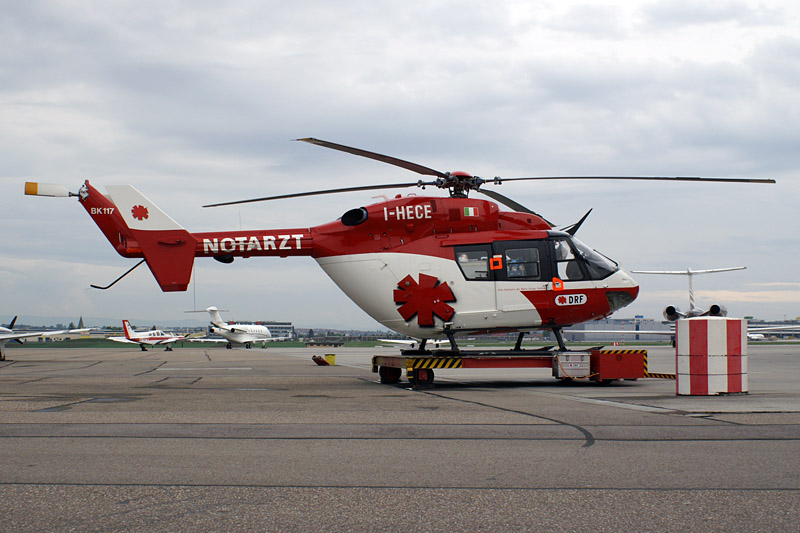
BK 117 jako Christoph 52 v Německu

Vrtulníky LZS bývají značeny, stejně jako sanitní vozidla, modrou hvězdou života nebo červeným křížem.

### Volací znaky
Volací znaky jednotlivých zemí se liší, ale obvykle bývají ve formátu jméno x, kde x je číslo. Příklady v některých evropských zemích:
| Země       | Volací znak     |
| Česko      | Kryštof x       |
| Slovensko  | Krištof x       |
| Německo    | Christoph x     |
| Rakousko   | Christophorus x |
| Švýcarsko  | Rega x          |
| Nizozemsko | Lifeliner x     |
| Polsko     | Ratownik x      |

## Vybavení
Výbava záchranářských vrtulníků zahrnuje veškeré vybavení pro udržení životních funkcí – tedy přístroje pro monitoring základních životních funkcí a přístroje pro resuscitaci a umělou plicní ventilaci. Namísto nosítek bývá použita vakuová matrace, která mírní vibrace a otřesy při letu. Mohou být vybaveny navijákem a lanem pro akce v obtížně přístupném terénu. Výbava může zahrnovat také pátrací reflektory nebo termovizi.

## Televizní seriály
Letecké záchranné službě se věnují také seriály. Nejznámější je německo-rakouský akční seriál Medicopter 117 nebo seriál Létající doktoři. Letecká záchranná služba se také objevila v českém seriálu Sanitka 2. Ztvárnění činnosti LZS je ovšem ve většině seriálů zcela nerealistické, jak po technické stránce, tak v tom, že "televizní" posádky obvykle zcela ignorují bezpečnostní předpisy a zásady.